# Kolosov
Kolosov är en udde i Antarktis. Den ligger i Östantarktis. Australien gör anspråk på området.
Terrängen inåt land är platt österut, men österut är den kuperad. Havet är nära Kolosov åt nordväst. Trakten är obefolkad. Det finns inga samhällen i närheten.